# Toktamis Giráj krími kán
Toktamis Giráj (krími tatár: Toqtamış Geray, طوقتامش كراى), (1589 – 1608) krími tatár kán.
Toktamis II. Gázi Giráj kán legidősebb fia volt. A krími kánok még III. Murád szultánnal megállapodtak arról, hogy a legidősebb fiú örökölheti a káni címet, ezért Gázi is úgy tervezte, hogy Toktamis fogja örökölni a trónját és kalgának is őt nevezte ki, hogy megtanulja a kormányzást. Gázi 1608-ban pestisben meghalt és Toktamist az addigi legfiatalabb kánná választották.  Kalgájává öccsét, Szefert tette meg, de csak négy hónapig uralkodott.
I. Ahmed szultán úgy gondolta, hogy a Krím kánjai kezdenek túlságosan önállóvá válni, és nem látta szívesen egy örökletes monarchia kialakulását. Ezért a megállapodást felrúgva Szelamet Girájt nevezte ki II. Gázi helyére. Toktamis elindult Isztambulba, hogy rávegye a szultánt döntése megváltoztatására, azonban a Bug folyónál utolérte Mehmed Giráj, Szelamet kalgája és az ezután következő csatában Toktamist és Szefer öccsét megölték.

## Fordítás
Ez a szócikk részben vagy egészben  a(z)   Тохтамыш Герай című orosz Wikipédia-szócikk ezen változatának fordításán alapul.  Az eredeti cikk szerkesztőit annak laptörténete sorolja fel. Ez a jelzés csupán a megfogalmazás eredetét és a szerzői jogokat jelzi, nem szolgál a cikkben szereplő információk forrásmegjelöléseként.
| Előző uralkodó: II. Gázi Giráj | Krími kán 1608 | Következő uralkodó: I. Szelamet Giráj |